# Tremella protoparmeliae
Tremella protoparmeliae är en svampart som beskrevs av Diederich & Coppins 1996. Tremella protoparmeliae ingår i släktet Tremella och familjen Tremellaceae.   Inga underarter finns listade i Catalogue of Life.